# WWE SuperCard
WWE SuperCard es un videojuego de 2014 para iOS y Android, y una entrega para dispositivos móviles de la serie de juegos de WWE, desarrollado por Cat Daddy Games, y publicado por 2K Games. Es un juego de cartas coleccionables con superestrellas de la WWE.

## Jugabilidad

### Modos
El juego tiene varios modos de juego: Salvaje (introducido en la Temporada 3 como un cambio de nombre para Exhibición), Rey del Anillo, Camino a la Gloria, Desafío del Campeón del Pueblo (retirado después de la Temporada 2), Dominación del Anillo (introducido en la Temporada 2), Dinero in the Bank (introducido en la temporada 2), Team Battleground (introducido en la temporada 3), Royal Rumble (introducido en la temporada 3), clasificado cuyo nombre cambió al modo "Guerra" con el lanzamiento de la temporada 4 el 15 de noviembre de 2017 , Elimination Chamber (introducido en la temporada 4), Women's Royal Rumble (introducido en la temporada 4), Last Man Standing (introducido en la temporada 4), Over The Limit (introducido en la temporada 5), Giants Unleashed (introducido en la temporada 5), Team Roadblock (introducido en la temporada 6), Choque de campeones (introducido en la temporada 6) War Games (introducido en la temporada 7) y Code Breaker (introducido en la temporada 7).

#### Wild Mode
En una partida salvaje, el jugador debe formar un grupo de cuatro superestrellas masculinas, dos superestrellas femeninas y dos cartas de apoyo. El jugador puede elegir entre las cartas que se desbloquean entre las temporadas 1, 2, 3, 4, 5 y 6. El jugador puede elegir entre tres oponentes, que son similares al nivel del jugador. El juego proporciona el número de partidos ganados y perdidos por el oponente. Después de seleccionar un oponente, el jugador comienza una partida contra el mazo del oponente. Todos los juegos de Wild se establecen dentro de la arena NXT en la temporada 4. En la temporada 3, se llevarían a cabo en un gimnasio o un bar con logotipos de la WWE en todo el lugar. El partido Eaclolh Wild presenta una variedad de partidos en los que el jugador selecciona una o dos cartas con o sin una carta de apoyo que se adapte a una o dos estadísticas que se compararán en el partido y que el partido es para superestrellas masculinas, superestrellas femeninas o equipos de etiqueta. En un juego de este tipo, generalmente hay tres partidos, cada uno con un punto, que va para el jugador ganador. Un partido puede terminar en empate, en cuyo caso ambos jugadores ganan un punto cada uno, lo que posiblemente lleve a un empate entre los jugadores. En tal caso, hay un partido extra y su ganador gana todo el partido. Cada victoria otorga al jugador dos selecciones, mientras que una derrota proporciona solo una selección y una victoria perfecta por 3-0 proporciona una selección adicional que hace un total de tres selecciones.

#### King of the Ring
En King of the Ring (KOTR), los partidos se simulan. El jugador construye un mazo de ocho superestrellas, dos divas y dos cartas de apoyo, lo que determina el nivel y las recompensas del jugador. Luego, la IA empareja al jugador con otros 14 jugadores / bots y la alineación del jugador juega partidos simulados con cada uno de los equipos del oponente tres veces (no consecutivamente) en un orden particular, con cada partido que dura 10 minutos y un intervalo de 50 minutos. entre cada partido. La mitad de los jugadores del mazo está activo y pierde resistencia (8 por partida) y la otra mitad inactiva gana resistencia (40 por partida). Con la disminución de la resistencia, las estadísticas de una carta también disminuyen, por lo que el jugador puede usar las cartas de energía obtenidas de las selecciones de cartas para llenar una carta ' s barra de energía (los jugadores pueden reunir hasta 40) y el jugador también puede usar uno o más de los aumentos de estadísticas para aumentar las estadísticas particulares de cada carta en la parte activa del mazo en un 15 por ciento (los jugadores pueden recolectar cinco de cada impulso) solo para la siguiente partida. Después de jugar 45 partidos, los ocho mejores jugadores pasan al grupo de contendientes y los cuartos de final, donde hay dos o tres partidos consecutivos entre dos jugadores de los ocho primeros cada uno para encontrar al ganador. Cada jugador recibe recompensas KOTR según la posición 45 minutos después de sus últimos partidos. donde hay dos o tres partidos consecutivos entre dos jugadores de los ocho primeros cada uno para encontrar al ganador. Cada jugador recibe recompensas KOTR según la posición 45 minutos después de sus últimos partidos. donde hay dos o tres partidos consecutivos entre dos jugadores de los ocho primeros cada uno para encontrar al ganador. Cada jugador recibe recompensas KOTR según la posición 45 minutos después de sus últimos partidos.
En la temporada 2, se cambió KOTR para que el mazo constara de siete superestrellas, tres divas y dos cartas de apoyo. Luego, la IA empareja al jugador con otros 15 jugadores / bots y la alineación del jugador juega partidos simulados con cada uno de los equipos del jugador oponente tres veces (no consecutivamente) en un orden particular con cada partido que dura 10 minutos y un intervalo de 50 minutos entre cada partido. El mazo completo está en juego, a diferencia de la Temporada 1. El sistema de resistencia es el mismo que en la Temporada 1, excepto que el número total de cartas de Energía que se pueden acumular se incrementó a 25 de 10. Después de jugar 45 partidos, los ocho mejores jugadores pasan al el grupo de contendientes y los cuartos de final, donde hay dos o tres partidos consecutivos entre dos jugadores del top 8 cada uno para encontrar al ganador.
En la temporada 4, KOTR volvió a cambiar. KOTR en la temporada 4 divide un total de 32 jugadores en 4 equipos de 8 personas cada uno con 2 conjuntos de 16 jugadores que comienzan en 205 Live o NXT. En la temporada 4 KOTR, no hay más partidos de clasificación y, en cambio, todos los jugadores se colocan directamente en el grupo de un contendiente donde se muestran los cuatro grupos. Cada vez que el jugador y / o algunos de los miembros del grupo del jugador ganan, el jugador es recompensado por pasar a la siguiente etapa en el grupo y sube al grupo Raw o SmackDown dependiendo del grupo desde el que avanzó el jugador. Los jugadores que vinieron del grupo 205 Live suben al grupo SmackDown, mientras que los que están en el grupo NXT se mueven al grupo Raw. Sin embargo, los jugadores perdedores serían eliminados del soporte y KOTR terminaría. KOTR en la temporada 4 tarda un poco más de un día completo en completarse, en comparación con los dos o más días que tardó en completarse en las temporadas 1-3. Las recompensas se otorgan de acuerdo con el nivel KOTR del jugador.

#### People's Champion Challenge (descontinuado)
En un PCC, los jugadores eligieron uno de los dos lados disponibles y jugaron para agregar victorias al lado de la superestrella que eligieron para ganar puntos. Los partidos de PCC eran como los partidos del modo salvaje, pero aquí, el jugador solo tenía tres oponentes para elegir con victorias que otorgaban puntos que se podían ganar al derrotar al oponente elegido. Además, los jugadores podían ganar partidas por el título a través de selecciones de cartas obtenidas de partidas de PCC, que, al usarlas, duplicaban los puntos que se podían ganar al ganar contra cualquiera de los tres oponentes, pero estas cartas restablecen el tablero de cartas disponibles para elegir una vez uno de estos. se encuentra la tarjeta. Los jugadores ganaron puntos para ascender en la clasificación y, al final del evento, los jugadores recibieron cartas en función del lado ganador y la clasificación de los jugadores. Este modo ahora se ha retirado.
El 21 de mayo de 2020, WWE SuperCard agregó un modo de evento similar al People's Champion Challenge, llamado Choque de campeones (titulado después del pago por evento del mismo nombre), que comparte características anteriores del People's Champion Challenge, como elegir dos lados diferentes. , y elementos de diferentes eventos como Last Man Standing y Giants Unleashed. Como la mayoría de los modos, Choque de campeones tiene un sistema de combate con un combate gratis cada 15 minutos.

#### Road to Glory
En Road to Glory, el jugador debe construir un equipo de 16 superestrellas, 4 superestrellas femeninas y 2 cartas de apoyo. Antes de jugar, los jugadores eligen a sus oponentes como lo harían con People's Champion Challenge para ganar puntos. Este modo funciona como exhibición pero con más partidos. El modo se divide en cuatro rondas en las que cada jugador recibe cuatro cartas al azar. El juego funciona como el modo salvaje. Después de cuatro rondas, el jugador que gana más partidos es el ganador. Dependiendo de los resultados del partido, el jugador puede ganar de 3 a 9 selecciones de draft en el tablero con una carta rara o superior o una carta de partido de título que reinicia el tablero. Después de ganar una cierta cantidad de puntos, el jugador puede ganar una tarjeta comenzando con WrestleMania 35 y avanzar hasta ganar una tarjeta especial que solo se puede obtener en el evento. Como algunos otros modos (es decir, Royal Rumble), este modo utiliza un sistema de combate en el que los jugadores pueden jugar cinco partidos seguidos. El jugador puede ganar un partido gratis cada 15 minutos o pagar los combates con créditos.

#### Ring Domination
Este modo consiste en un mazo de 10 Superestrellas y 2 cartas de Apoyo (no mujeres). El modo se juega en una cuadrícula de 3x3 (9 fichas), y el objetivo es poseer la mayor cantidad de fichas al final del combate. Los jugadores comienzan con una mano de seis cartas (y dos cartas de apoyo) repartidas al azar de sus mazos. Colocar una carta en una ficha controla la ficha para el jugador, y el oponente puede usar la alineación de las cartas para desafiar por una ficha. El desafío es un partido único entre las dos cartas basado en atributos seleccionados al azar, y el ganador del partido controla la ficha del perdedor. Esto continúa hasta que las nueve fichas estén llenas de cartas. El jugador con más fichas es el ganador. Este modo es jugador contra IA; el ganador recibe cuatro selecciones y el perdedor recibe dos. Las selecciones apuntan a revelar una tarjeta especial. Una vez que la carta esté completamente revelada, el jugador recibe esa tarjeta. Hay un impulso especial "Pick Doubler" que se puede encontrar y que duplica las selecciones recibidas en el próximo combate (gane o pierda). Hay cinco espacios de combate gratuitos para comenzar, y hay un nuevo combate gratuito disponible cada 15 minutos si hay un espacio abierto.

#### Team People's Champion Challenge (descontinuado)
Ésta es una extensión de la PK normal. Se creará un equipo compuesto por cuatro o más miembros para ser elegible en el PCC del equipo. Luego hay un grupo creado de tarjetas de cada miembro. Cada mano contiene dos superestrellas, una superestrella femenina y una carta de apoyo. Las mejoras pueden contribuir o no. Cuando comienza un equipo CC, cada jugador tiene que elegir un bando, y el equipo jugará por el bando que más se haya elegido. Pero como en el PCC, la superestrella / diva ganadora es la recompensa, independientemente de la elección del equipo.
La cerilla es como una exhibición, pero cada jugador tiene tres oponentes para elegir con los puntos que se pueden ganar al derrotar al oponente en lugar de sus niveles para determinar el nivel de dificultad del mazo del oponente. Cada mazo se seleccionará al azar del grupo de cartas previamente creado. También uno puede ganar partidos de título a través de selecciones de cartas obtenidas de partidos de PIC que, al usarlas, triplican los puntos que se pueden ganar al ganar contra cualquiera de los tres oponentes, pero estas tarjetas restablecen el conjunto de tarjetas disponibles para elegir una vez que se encuentra una de esas tarjetas. El jugador gana puntos para mover al equipo hacia arriba en la clasificación y al final del evento se le otorgan tarjetas según el lado ganador y la clasificación del equipo.

### Temporada 2
La temporada 2 introdujo tokens y mejoras de carga múltiple a las tarjetas, así como un nuevo nivel, SummerSlam, llamado así por el evento anual de pago por evento de agosto de WWE. Además, las cartas subirán de nivel las habilidades con una función llamada Niveles de juego. Después de que se introdujo la Temporada 2, las cartas de la Temporada 1 dejaron de ser elegibles para jugar contra las cartas de la Temporada 2, además, la Cámara de Fusión se usa para convertir cartas de la Temporada 1 de niveles más altos en cartas de la Temporada 2.

### Temporada 3
En la temporada 3, se introdujeron varios modos nuevos. Se introduce un modo de juego Royal Rumble, con jugadores luchando 15 cartas entre sí. Nuevos niveles de cartas, Hardened, Elite y Ultimate, ¡todos con cartas de la marca RAW, SmackDown! LIVE y NXT dependiendo de la superestrella y de la marca en la que estaban después de la división de la marca WWE de 2016, y más tarde, se agregaron WrestleMania 33 y SummerSlam '17 y un modo de jugador contra jugador clasificado. También se agregó al juego una característica de emoji, conocida como Actitudes.

### Temporada 4
Los nuevos eventos agregados a la temporada 4 incluyen una Cámara de eliminación exclusivamente para mujeres y eventos Royal Rumble para mujeres. Los modos de jugador contra jugador en vivo se han fusionado en ligas semanales, donde los jugadores pueden ganar puntos y mejoras de cara a la liga de la próxima semana. También se pusieron a disposición los nuevos niveles de cartas Beast, Monster, Titan, WrestleMania 34, SummerSlam '18 y Goliath.
Otro modo nuevo, Last Man Standing, se lanzó el 18 de abril de 2018, lo que ahora significa que los jugadores deben comprar monedas del juego para tener alguna posibilidad de obtener una tarjeta. El modo presenta Arenas cada vez más desafiantes, y los jugadores compiten para colocarse en la tabla de clasificación contra otros.

### Temporada 5
La temporada 5 ha traído un diseño completamente nuevo del juego, con la adición de poder usar múltiples cámaras de fusión a la vez. Además de esto, se agregaron tres nuevos niveles: Gothic, Neon y Shattered. En diciembre, anunciaron la introducción de un nuevo evento, Over The Limit. Debutó el 11 de diciembre de 2018 con una tarjeta de evento de Elias. El 3 de abril de 2019, se agregó el nivel WrestleMania 35, y el 12 de junio de 2019 también se agregó el nivel Cataclysm. En agosto de 2019, se agregó el nivel Summerslam 19.

### Temporada 6
Se han agregado más de 250 cartas nuevas al juego en siete niveles nuevos: Nightmare, Primal, Vanguard, Royal Rumble, WrestleMania 36, Elemental y Summerslam '20 con un sistema de nivelación completamente nuevo para las cartas de la temporada 6. También hay una función completamente nueva del Centro de rendimiento para ayudar a los jugadores a entrenar sus cartas más rápido y ayuda a los jugadores a jugar partidos en el centro de rendimiento. El 22 de enero de 2020 se agregó Royal Rumble Tier, y WrestleMania 36 Tier se agregó el 25 de marzo de 2020.Se agregaron dos nuevos modos de evento en mayo cuando Women's Giants Unleashed se lanzó el 7 de mayo de 2020 junto con Clash of Champions, que se lanzó el 21 de mayo de 2020. El 10 de junio de 2020, se agregó el Nivel Elemental. Además, el 20 de agosto de 2020, se agregó el nivel Summerslam '20. Incluía las tarjetas de debut de Santos Escobar, Timothy Thatcher y Scarlett.

### Temporada 7
Se han agregado más de 200 cartas nuevas al juego con tres niveles; Bio-Mechanical, Swarm, & Behemoth, lanzado el 18 de noviembre de 2020. Se agregaron al juego nuevas características como Estilos y Técnicas para brindarles a los jugadores una ventaja cuando juegan con la nueva incorporación al juego. Se lanzó una nueva moneda llamada "SuperCoins", que reemplaza la moneda anterior, como los puntos de campo de batalla del equipo, los contratos de dinero en el banco y los puntos de liga. El 3 de diciembre de 2020 se lanzó un nuevo modo de evento en solitario llamado WarGames, que lleva el nombre de NXT Takeover WarGames match, donde generalmente dos equipos compiten entre sí dentro de una jaula. En el evento, hay 3 tres rondas, en las que debes tomar el control de 3 anillos a la vez, con el ganador anotando la mayor cantidad de puntos y una bonificación adicional de 20 puntos. WarGames tiene elementos similares a Giants Unleashed, donde escalas a través de las recompensas de hitos para obtener la tarjeta de evento, y elementos de Road to Glory donde ambos modos de evento tienen un conjunto de puntos que debes adquirir para obtener la tarjeta de evento. Como la mayoría de los modos de eventos, WarGames tiene un sistema de combate, con un combate gratuito que ocurre cada 15 minutos. El 20 de enero de 2021, WWE SuperCard lanzó un nuevo nivel llamado Royal Rumble '21 (titulado después del pago por evento del mismo nombre) con más de 150 tarjetas nuevas. Además, las nuevas cartas de eventos especiales que se han lanzado son las cartas especiales 3:16 Stone Cold Steve Austin Royal Rumble '21 junto con la llegada de las cartas Royal Rumble '21 Fusion. También ha habido una Fuga de Legion Of Doom en las Cartas de Evento de Royal Rumble '21. ¡Feliz jugando! El 31 de marzo de 2021, WWE SuperCard lanzó el nivel WrestleMania 37, junto con una función de "desempolvado" que permite desempolvar las cartas inútiles para llenar un medidor de puntos para acceder a un tablero de draft especial con 16 selecciones posibles en un draft de 4 x 4. Junta. Las selecciones en el tablero exclusivo son solo como máximo 3 niveles por debajo del nivel Top 8 de un jugador, con una carta garantizada como un tirón de su nivel, a menos que el jugador sea WrestleMania 37-WrestleMania 37 ++, en cuyo caso las cartas superiores pueden ser dibujados son Royal Rumble '21. El 6 de mayoKane El 9 de junio de 2021, WWE SuperCard lanzó el nivel Forged, con más de 70 cartas.

## Recepción
El juego tiene una puntuación Metacritic de 85 basada en 7 críticas.
TouchArcade escribió: "Para una nueva IP, WWE SuperCard se las arregla para colgar con los mejores. Incluso sin comprar tarjetas de izquierda a derecha, aún puedes disfrutar, lo cual es una gran noticia para los escépticos o los fanáticos de la WWE".